# Тлокі
Тлокі (пол. Tłoki, нім. Tloki) — село в Польщі, у гміні Вольштин Вольштинського повіту Великопольського воєводства. Населення — 747 осіб (2011).
У 1975—1998 роках село належало до Зеленоґурського воєводства.

## Демографія
Демографічна структура станом на 31 березня 2011 року:
|          | Загалом | Допрацездатний вік | Працездатний вік | Постпрацездатний вік |
| -------- | ------- | ------------------ | ---------------- | -------------------- |
| Чоловіки | 399     | 111                | 250              | 38                   |
| Жінки    | 348     | 76                 | 203              | 69                   |
| Разом    | 747     | 187                | 453              | 107                  |